# II СС оклопни корпус
II СС оклопни корпус био је оклопна корпусна СС борбена формација (Вафен СС) нацистичке Немачке за време Другог светског рата. Корпус је више пута мењао свој састав, и борио се на свим главним фронтовима у Европи.
Корпус је формиран у Холандији јула 1942. Фебруара 1943. пребачен је на Источни фронт, где је ангажован током битке код Харкова. У јулу 1943. учествовао је у Курској бици.
У августу 1943. корпус је пребачен у северну Италију. Током септембра, октобра и новембра водио је операције против партизана у Истри и Словенији.
У јануару 1944. корпус је у резерви у Француској, а у априлу поново на Источном фронту. Од јула 1944. до јануара 1945. учествовао је у борбама на западном фронту, а затим је пребачен у на фронт у Мађарску. Почетком маја 1945. предао се америчкој армији у области Беча.

## Операције против партизана
Између 20. септембра и 20. новембра 1943. корпус је изводио операције против партизана са задатком успостављања чврсте везе са Групом армија Ф на Балкану и отварања поседнутих виталних комуникација од Трста и Ријеке на север и исток. У овим операцијама, према извештајима санитетског одељења штаба корпуса, претрпели су губитке од 936 избачених из строја. У првој фази (Операција Истра), поред 2.000 партизана, усмртили су и око 2.000 цивила, док је још око 1.200 ухапшено, а 400 транспортовано у концентрационе логоре

## Формација

### Септембар 1943
- 1. СС оклопна дивизија
- 24. оклопна дивизија (Немачка)
- 44. гренадирска дивизија Хох унд Дојчмајстер
- 71. пешадијска дивизија
- 162. (туркестанска) пешадијска дивизија
- 901. наставни оклопни пук

### Новембар 1943
- 44. гренадирска дивизија Хох унд Дојчмајстер
- 71. пешадијска дивизија
- 162. (туркестанска) пешадијска дивизија

21. октобра 1943. корпус је у свом саставу имао 58.279 војника и официра